# 肛門性器間距離
肛門性器間距離（こうもんせいきかんきょり、英: Anogenital distance）（AGD）とは、肛門から生殖器までの距離のことである。この距離は、いくつかの理由で医学的に重要であると考えられており、ヒトと動物の両方で性の決定や内分泌撹乱物質の暴露マーカーとして注目されている。また、ジヒドロテストステロンによって調節されており、プラスチックの一般的なフタル酸塩によって乱されることがある。このような内分泌撹乱は、脳の発達に影響を及ぼす可能性がある。
具体的な測定点としては、いずれの場合も肛門の開口部である中点を起点とする。生殖器側は男性の場合は陰嚢の裏側までのAGD-AS(anus to scrotum)と、陰茎の付け根までのAGD-AP(anus to penis)の2つの指標から測定される。女性の場合は陰唇小帯および膣までのAGD-AF(anus to fourchette)と、陰核の付け根までのAGD-AC(anus to clitoris)の2つの指標から測定される。

## 人間
研究によると、ヒトの腹膜の長さは男性の方が女性よりも2倍長いが、男性の方がそのばらつきが大きいことが示されている。新生児の肛門距離を測定することによって、男性の女性化が決定される。そのため、新生児や成人の生殖障害を予測するための非侵襲的な方法であるとされる。
スワンらの研究では、AGDが男性の生殖能力、そしてペニスのサイズと関連していることが判明した。AGDが短い男性（中央値約52mmよりも低い）は、AGDが長い男性に比べて約7倍の確率で不妊症になる。また、AGDは精液の量と精子の数の双方に関係している。AGDが中央値よりも低いと、下降していない状態の精巣をもつ可能性が高くなり、成人期には精子の数や精巣腫瘍が減少する。フタル酸塩への総曝露量が多い赤ちゃんは、テストした9種類のフタル酸塩のすべての種類が低年齢化と相関していたわけではないにもかかわらず、低年齢化の可能性が90倍も高かった。
スワンらの報告によると、アメリカ疾病予防管理センター（CDC）がフタル酸塩の体への負担について検査したアメリカ人の約4分の1に、AGDの有意な短縮に関連するフタル酸塩の程度が見られたという。
妊娠中に尿中に高レベルのフタル酸塩が含まれていた女性は、予想よりも10倍短いAGDを持つ可能性が高い男児を出産した。
バレットらによる2018年の研究では、多嚢胞性卵巣症候群（PCOS）を持つ女性から生まれた乳児の女児は、PCOSを持たない女性から生まれた女児よりもAGDが長く、胎児のテストステロン曝露が高いことを示唆していることが判明した。

### 条件
AGDが短い男性は、尿道下裂や潜在精巣を誘発する可能性がある。他のリスクとしては、精巣発育不全症候群がある。

## 他の動物
動物に関するAGDの影響については、広範囲にわたる研究が行われている。一部の動物では、健康状態を判断するために日常的に測定されている。
ネズミの研究における実験では、ネズミの母親がフタル酸ジブチル（DBP）やフタル酸ベンジルブチル（BBzP）などの抗アンドロゲン性の化学物質にさらされると、AGDが短くなることが実証されている。
マウスを対象とした研究において、特定の用量のビスフェノールAは両性具有のAGDを増加させる。
2017年、ゴビクランサントらはカナダのホルスタイン牛のAGD（肛門の中心からクリトリスの付け根までの距離）と受胎可能性の関係を研究し、AGDが長い第1、第2のパリティの牛は、AGDが短い牛に比べて受胎可能性の成績が悪いことが明らかになった。

## 測定
肛門性器指数（AGI）は、AGDを測定するために使用される指数である。その指数は、AGDを体重で割ると求めることができる[AGI = AGD/体重(mm/kg)]。
AGDは、女性のAGD-AFの場合には、肛門の中心から四肢の後方収束（前庭が始まるところ）までで測定される。AGD-ACの場合は海綿体の体表の根本までとなる。男性の場合には、肛門の中心から陰部の滑らかな会陰部皮膚のしわのある皮膚の接合部までで測定される。